# Sphaeronaemella mougeotii
Sphaeronaemella mougeotii är en svampart som först beskrevs av Elias Fries, och fick sitt nu gällande namn av Pier Andrea Saccardo 1884. Sphaeronaemella mougeotii ingår i släktet Sphaeronaemella, ordningen Microascales, klassen Sordariomycetes, divisionen sporsäcksvampar och riket svampar.   Inga underarter finns listade i Catalogue of Life.